# Katsu Kaishū
Katsu Kaishū (勝 海舟?  Tokio, 12 de marzo de 1823-21 de enero de 1899) fue un político japonés e ingeniero naval de finales del Shogunato Tokugawa y principios de la Era Meiji. Kaishū era un apodo que tomó de una pieza de caligrafía (Kaishū Shooku 海舟書屋 ({{{2}}}?)), de Sakuma Shōzan. Durante su vida tuvo varios nombres de pila; durante su infancia fue llamado Rintarō (麟太郎?), pese a que su nombre real era Yoshikuni (義邦?). También fue comúnmente conocido como Awa (安房?), por su título Awano-kami (安房守?) durante el Shogunato Tokugawa, y se cambió el nombre a Yasuyoshi (安芳?) tras la Restauración Meiji.
Katsu Kaishū lograría ascender hasta ocupar la posición de comisionado naval (Gunkan-bugyō) en la Marina del shogunato Tokugawa. Es particularmente conocido por su papel en la rendición de Edo.

## Biografía
Katsu nació en Edo, la actual Tokio, como hijo de un humilde siervo del Shogun Tokugawa. Su padre, Katsu Kokichi, protagonista de la autobiografía Historia de Musui, era el alocado cabeza de familia de una familia samurái de bajo rango, que se vio forzado a abdicar el liderazgo de su familia en favor de su hijo Rintarō/Kaishū cuando este solo tenía 15 años. De joven, Katsu estudió Holandés y ciencia militar Europea, por lo que logró un puesto como traductor para el Gobierno cuando las potencias Europeas abrieron relaciones con Japón. Katsu pronto se labraría una gran reputación como experto en tecnología militar Europea.
Bajo supervisión de asesores holandeses, sirvió como director de entrenamiento del Centro Naval de Nagasaki, junto a Nagai Naoyuki, entre los años 1855 y 1859, cuando fue comisionado como oficial en la armada del shogunato al año siguiente.

## Servicio Militar

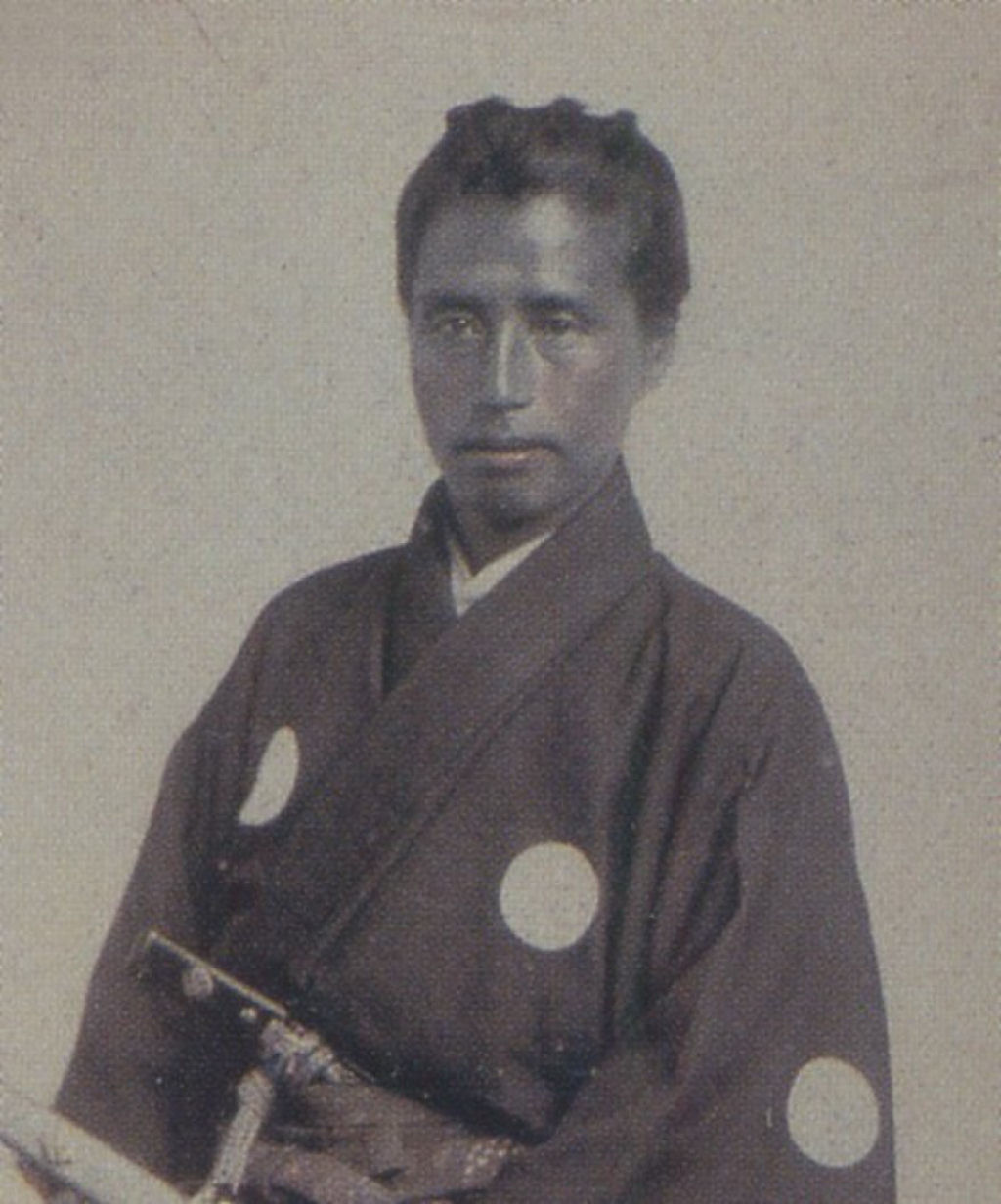
Katsu en San Francisco, 1860

En 1860, Katsu fue asignado como capitán del Kanrin Maru, y, con la ayuda del oficial de la Armada de los EE. UU., John M. Brooke, y escoltar a la primera delegación japonesa a San Francisco, California, con destino a Washington D. C. para la ratificación formal del Tratado Harris. El Kanrin Maru, construido en Países Bajos, fue el primer buque de guerra a vapor de Japón, y su viaje a través del Océano Pacífico estaba señalado como la prueba de que Japón había dominado las tecnologías de navegación y de construcción naval modernas. Kaishū permaneció en San Francisco cerca de dos meses, observando la sociedad, cultura y tecnología estadounidense. Tras su regreso a Japón, Katsu ostentó diversos puestos de alto rango en la Armada del shogunato Tokugawa, discutiendo en los consejos del Gobierno a favor de una fuerza naval Japonesa unificada, y liderada por oficiales entrenados y profesionales, despreciando los ascensos y favores por estatus hereditario. Durante su estancia como director de la Escuela Naval de Kobe, el centro se convirtió en una gran fuente de actividades progresivas y reformistas entre los años 1863 y 1864.
En 1866, Katsu fue elegido como negociador entre las fuerzas del bakufu y el dominio rebelde de Chōshū, y posteriormente fue negociador jefe para el Bafuku Tokugawa, asegurando una paz relativa y una transición de poder ordenada durante la Restauración Meiji.
Pese a que simpatizaba con la causa anti-Tokugawa, Katsu siempre permaneció leal al bakufu durante la Guerra Boshin. Tras el colapso de las fuerzas leales al shogunato a finales de 1867, Katsu negoció la rendición del castillo de Edo a Saigō Takamori y la Alianza Satchō el 11 de abril de 1868. Katsu siguió al Shōgun, Tokugawa Yoshinobu en el exilio en la Prefectura de Shizuoka.

## Últimos años
Katsu volvió brevemente al Gobierno como Viceministro de la Armada Imperial Japonesa en 1871, ascendiendo a Lord Naval (Ministro de Marina) desde 1873 hasta 1878. De los antiguos siervos de Tokugawa que lograron un empleo en el nuevo Gobierno Meiji, Katsu fue el más próspero, y fue sangi (参議?) entre 1869 y 1885, siendo el único que no provenía de los cuatro dominios principales. Aunque su influencia dentro de la Armada fue mínima, dominada en su mayoría por un núcleo de oficiales del dominio Satsuma, Katsu sirvió como consejero sobre política nacional. Fue nombrado hakushaku, Conde en el sistema nobiliario japonés, o kazoku. Durante sus últimas dos décadas, Katsu sirvió en el Consejo Privado, además de escribir numerosos escritos navales hasta su muerte en 1899.
Katsu recogió sus memorias en su autobiografía, Hikawa Seiwa.

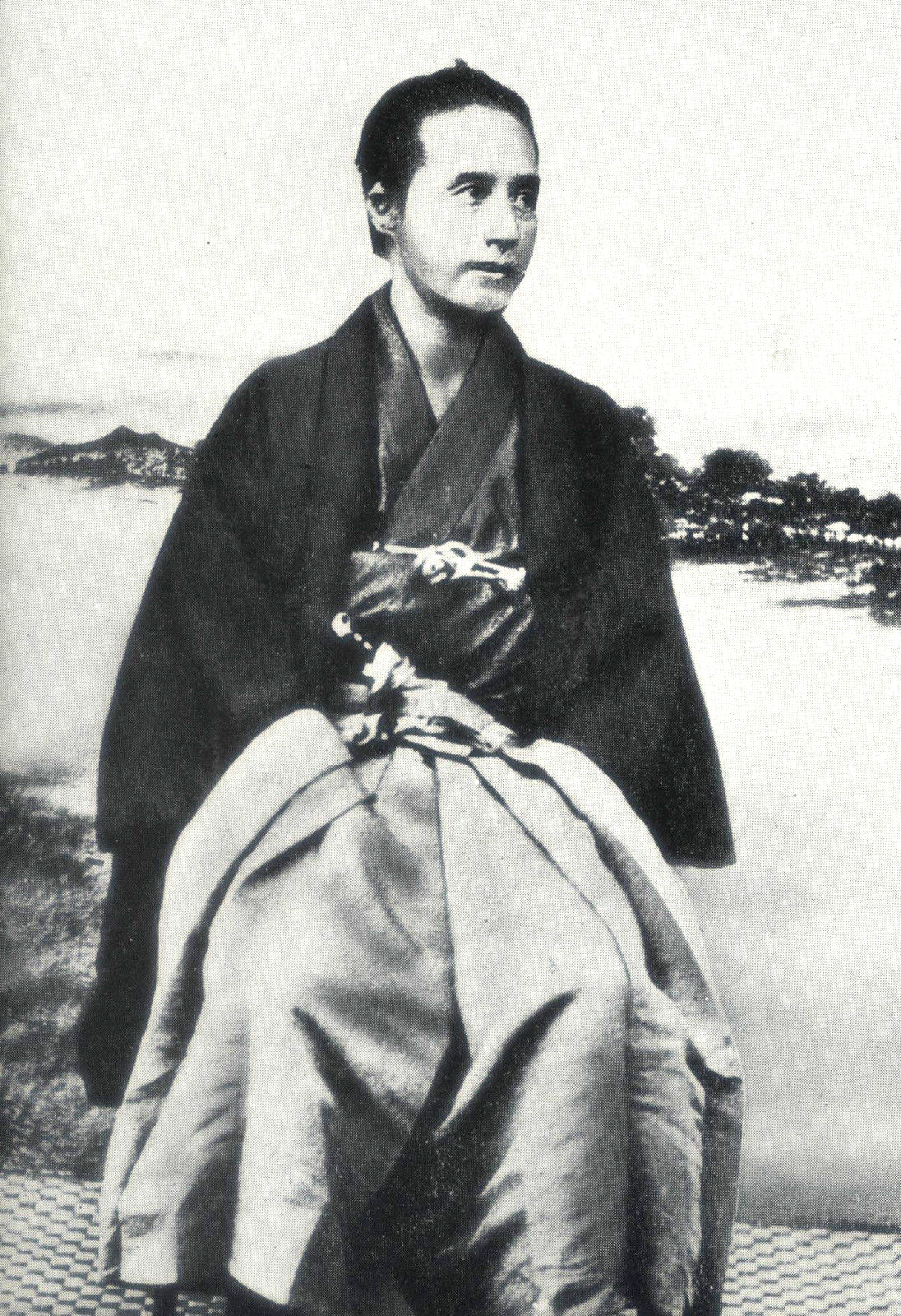
Kaishu Katsu sentado con su ropa tradicional